# کوین گوبا
کوین گوبا (انگلیسی: Kévin Goba؛ زادهٔ ۶ ژوئیهٔ ۱۹۸۷) بازیکن فوتبال اهل فرانسه است.